# Зелёное Поле (Волновахский район)
Зелёное По́ле (укр. Зелене Поле) — село в Великоновосёлковской поселковой общине Волновахского района Донецкой области Украины. 
Уничтоженное российскими обстрелами село пустует. Дома мирных жителей больше не пригодны для проживания, заборы сокрушены, улицы усеяны обломками от снарядов. Из местных остались только животные, которые бродят по селу и живут в заброшенных зданиях.

## Общие сведения
Население по переписи 2001 года составляло 578 человек. Почтовый индекс — 85535. Телефонный код — 6243.

## Местная власть
85500, Донецкая область, Волновахский район, пгт Великая Новосёлка, ул. Пушкина, 32.